# 두류역

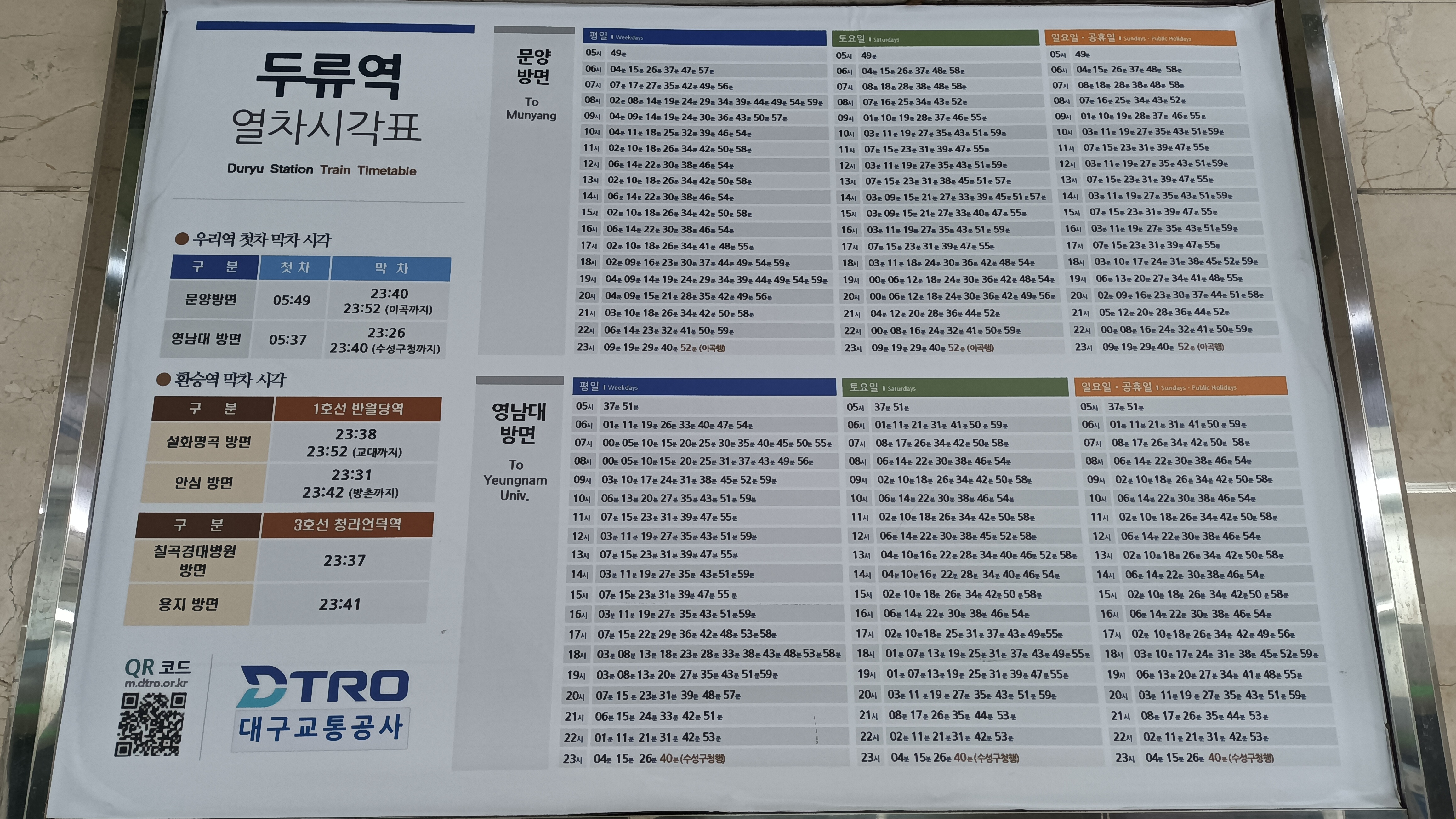
대구 도시철도 2호선 두류역 열차시각표

두류역(Duryu station, 頭流驛)은 대한민국 대구광역시 달서구 달구벌대로에 위치한 대구 도시철도 2호선의 전철역이며, 대구도시철도 2호선을 총괄하는 대구교통공사 CS2본부가 소재하는 역이다. 인근에 서부교육청과 달성고등학교, 이월드가 있다. 현재 부역명으로 대구기독병원이 병기되어 있다.

## 특징
두류네거리에 역이 있으며 역사 내에 지하 상가(두류아울렛)가 있다. 대한민국의 비환승 도시철도 역들 중 가장 많은 수의 출구(20개)를 갖고 있으며 대한민국 전철역 중에서는 반월당역에 이어 출구 수가 2번째로 많다. 출구는 두류2동, 두류3동, 내당1동, 내당4동에 걸쳐 있다. 이 역에서 두류공원로를 따라 약 3km 도보로 이동하면 대구 도시철도 1호선 서부정류장역과 성당네거리가 나오는데, 이렇게 이동하면 오히려 1시간 이상 걸리므로 대구 도시철도 1호선 서부정류장역은 차라리 반월당역까지 온 다음 1호선으로 환승하여 이동하는 것이 시간적으로 편리하다.

## 역 구조
1면 2선의 녹색 기둥의 섬식 승강장이 있는 지하 역이다. 스크린도어가 설치되어 있다.

## 역사
- 2005년 10월 18일 : 대구 도시철도 2호선 개통과 함께 영업 개시
- 2016년 8월 27일 : 스크린도어 설치

### 승강장
| 감삼 ↑   |
| 하 상 \| |
| ↓ 내당   |

| 상행 | ● 대구 도시철도 2호선 | 용산·계명대·문양 방면   |
| 하행 | ● 대구 도시철도 2호선 | 반월당·범어·영남대 방면 |

- 승강장에서 반대 방향 열차로 갈아탈 수 있다.

## 역 주변

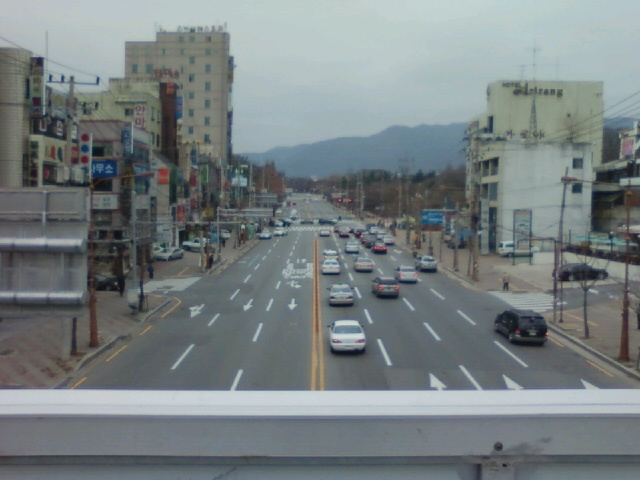
두류동 전경.(이월드 정문 방향)

| 나가는 곳 | 방면 |
| --------- | --- |
| 1         | 서부교육청 내당119안전센터 대구서부고용센터 내당1동행정복지센터 내당삼익맨션 내당시영아파트 국민은행 내당동지점 삼성생명 농협 농협두류지점 대구호텔 맥치과 광장점 |
| 2         | 내당4동행정복지센터 경운초등학교 경운중학교 달성고등학교 내당4동치안센터 광장타운 광장코아 IM뱅크 광장지점 감삼공원                                               |
| 3         | 내당4파출소 달성고등학교 경운중학교 |
| 4         | 내당4파출소 달성고등학교 경운중학교 |
| 5         | 광장타운1차아파트 감삼공원 달성고등학교 내당4파출소 |
| 6         | 광장타운1차아파트 감삼공원 |
| 7         | 대구두류3동우체국 우방연립주택 삼정그린빌아파트 신내당아파트 |
| 8         | 우방연립주택 삼정그린빌아파트 대구신흥초등학교 대안빌라 |
| 9         | 두류3동행정복지센터 두류3동우체국 삼하아파트 삼정그린빌 대구서부보호관찰지소 신내당시장 IM뱅크 두류동지점                                                         |
| 10        | 두류공원 두류3동 두류지구대 삼정그린빌 |
| 11        | 두류3동 대구신흥초등학교 벽산타워 대신증권 서대구미르치과 윤형진내과                                                                                              |
| 12        | 국민건강보험공단 대구경북본부 대구신흥초등학교 내당보성아파트 두류메디칼타워 교보생명 기독(한방)병원 현대해상화재보험 홀트아동복지회 이월드                       |
| 13        | 벽산타워아파트 대안빌라 대구신흥초등학교 |
| 14        | 벽산타워아파트 대안빌라 대구신흥초등학교 |
| 15        | 국민건강보험공단 대구경북본부 내당보성아파트 선빌파크타운아파트                                                                                                   |
| 16        | 국민건강보험공단 대구경북본부 내당보성아파트 선빌파크타운아파트                                                                                                   |
| 17        | 국민은행 ATM |
| 18        | 국민은행 ATM |
| 19        | 기업은행 스카이서비스센터 대구서부교육지원청 내당119안전센터 달성고등학교 대구호텔                                                                                |
| 20        | 기업은행 스카이서비스센터 대구서부교육지원청 내당119안전센터 달성고등학교 대구호텔                                                                                |

## 승차량 변동
이용객이 꾸준히 증가하고 있으며, 현재 대구 도시철도 2호선의 역들 중 네 번째로 승객이 많다.
| 노선  | 노선   | 일평균 인원수 (명/일) | 일평균 인원수 (명/일) | 일평균 인원수 (명/일) | 일평균 인원수 (명/일) | 일평균 인원수 (명/일) | 일평균 인원수 (명/일) | 일평균 인원수 (명/일) | 일평균 인원수 (명/일) | 일평균 인원수 (명/일) | 일평균 인원수 (명/일) | 각주 |
| 노선  | 노선   | 2000년                | 2001년                | 2002년                | 2003년                | 2004년                | 2005년                | 2006년                | 2007년                | 2008년                | 2009년                | 각주 |
| ----- | ------ | --------------------- | --------------------- | --------------------- | --------------------- | --------------------- | --------------------- | --------------------- | --------------------- | --------------------- | --------------------- | ---- |
| 2호선 | 승차   | 미개통                | 미개통                | 미개통                | 미개통                | 미개통                | 5,600                 | 7,109                 | 7,097                 | 7,346                 | 7,521                 |      |
| 2호선 | 하차   | 미개통                | 미개통                | 미개통                | 미개통                | 미개통                | 5,600                 | 7,107                 | 7,097                 | 7,346                 | 7,514                 |      |
| 2호선 | 승하차 | 미개통                | 미개통                | 미개통                | 미개통                | 미개통                | 11,200                | 14,216                | 14,194                | 14,692                | 15,035                |      |
| 노선  | 노선   | 2010년                | 2011년                | 2012년                | 2013년                | 2014년                | 2015년                | 2016년                | 2017년                | 2018년                | 2019년                |      |
| 2호선 | 승차   | 7,850                 | 8,226                 | 8,454                 | 8,880                 | 8,893                 | 9,063                 | 9,714                 |                       |                       |                       |      |
| 2호선 | 하차   | 7,906                 | 8,340                 | 8,603                 | 9,071                 | 9,067                 | 9,384                 | 8,973                 |                       |                       |                       |      |
| 2호선 | 승하차 | 15,756                | 16,566                | 17,057                | 17,951                | 17,960                | 18,447                | 18,687                | 17,993                | 17,211                | 17,378                |      |
| 노선  | 노선   | 2020년                | 2021년                | 2022년                | 2023년                | 2024년                | 2025년                | 2026년                | 2027년                | 2028년                | 2029년                |      |
| 2호선 | 승차   |                       | 5,536                 | 6,261                 | 6,477                 | 6,474                 |                       |                       |                       |                       |                       |      |
| 2호선 | 하차   |                       | 5,608                 | 6,370                 | 6,545                 | 6,485                 |                       |                       |                       |                       |                       |      |
| 2호선 | 승하차 | 10,808                | 11,144                | 12,631                | 13,022                | 12,959                |                       |                       |                       |                       |                       |      |

## 인접한 역
| 대구 도시철도 2호선 | 대구 도시철도 2호선   | 대구 도시철도 2호선  |
| ------------------- | --------------------- | -------------------- |
| 225 감삼 문양 방면  | ● 대구 도시철도 2호선 | 227 내당 영남대 방면 |